# Саванна (порноактриса)
Шэ́ннон Мише́ль Уи́лси (англ. Shannon Michelle Wilsey; 9 октября 1970, Мишен-Вьехо, Калифорния — 11 июля 1994, Бербанк, Калифорния), более известная под своим сценическим именем Сава́нна (англ. Savannah) — американская порноактриса, снявшаяся более чем в ста порнографических фильмах. Саванна была одной из лучших порноактрис своего времени, за свою короткую карьеру (1990—1994) она достигла большого успеха. Покончила жизнь самоубийством после автомобильной аварии.
Уилси взяла себе сценическое имя из фильма 1982 года «Улыбки Саванны», который ей понравился.

## Биография
Саванна подписала в 1991 году эксклюзивный контракт с компанией Vivid Entertainment и вскоре приобрела известность. Она начала принимать наркотики и тратить на них больши́е суммы денег, в связи с чем сталкивалась с серьёзными финансовыми проблемами несмотря на существенный доход от работы. Она также получила репутацию актрисы, с которой было сложно работать, и Vivid Entertainment уже в 1992 году прекратил с ней сотрудничество.
Саванна завела длительные лесбийские отношения с порноактрисой Джинной Файн, в которую, как утверждала сама Саванна, была влюблена. Также у неё были связи с музыкантом Греггом Оллмэном, комедийным актёром Поли Шором и гитаристом Слэшем.
11 июля 1994 года около 2 часов ночи Уилси ехала за рулём автомобиля со своим другом Джейсоном Свингом после вечеринки, оба были в состоянии алкогольного опьянения. В одном квартале от её дома её Corvette врезался в забор, в результате чего она разодрала себе лицо и сломала нос. Когда она со Свингом добралась до её дома, она отправила его выгулять свою собаку — ротвейлера по кличке Дэйзи.
Позже она была найдена её подругой Нэнси Перой в луже крови, но ещё дышащей. Саванна стреляла в себя из девятимиллиметрового пистолета, который она хранила у себя дома. Почти девять часов она находилась в коме и скончалась 11 июля 1994 года в 11:20 утра в медицинском центре Святого Иосифа в Бербанке (Калифорния).
Бриджит Андерсен — актриса, игравшая главную роль в фильме «Улыбки Саванны», в честь которой Шэннон взяла свой псевдоним, также трагически погибла от передозировки в возрасте 21 года.